# Nasze Wiadomości
Nasze Wiadomości, podtytuł: „Pismo Federacji Młodzieży Walczącej” – wydawnictwo podziemne młodzieżowe. Wydawcą Naszych Wiadomości była Federacja Młodzieży Walczącej.

## Historia pisma

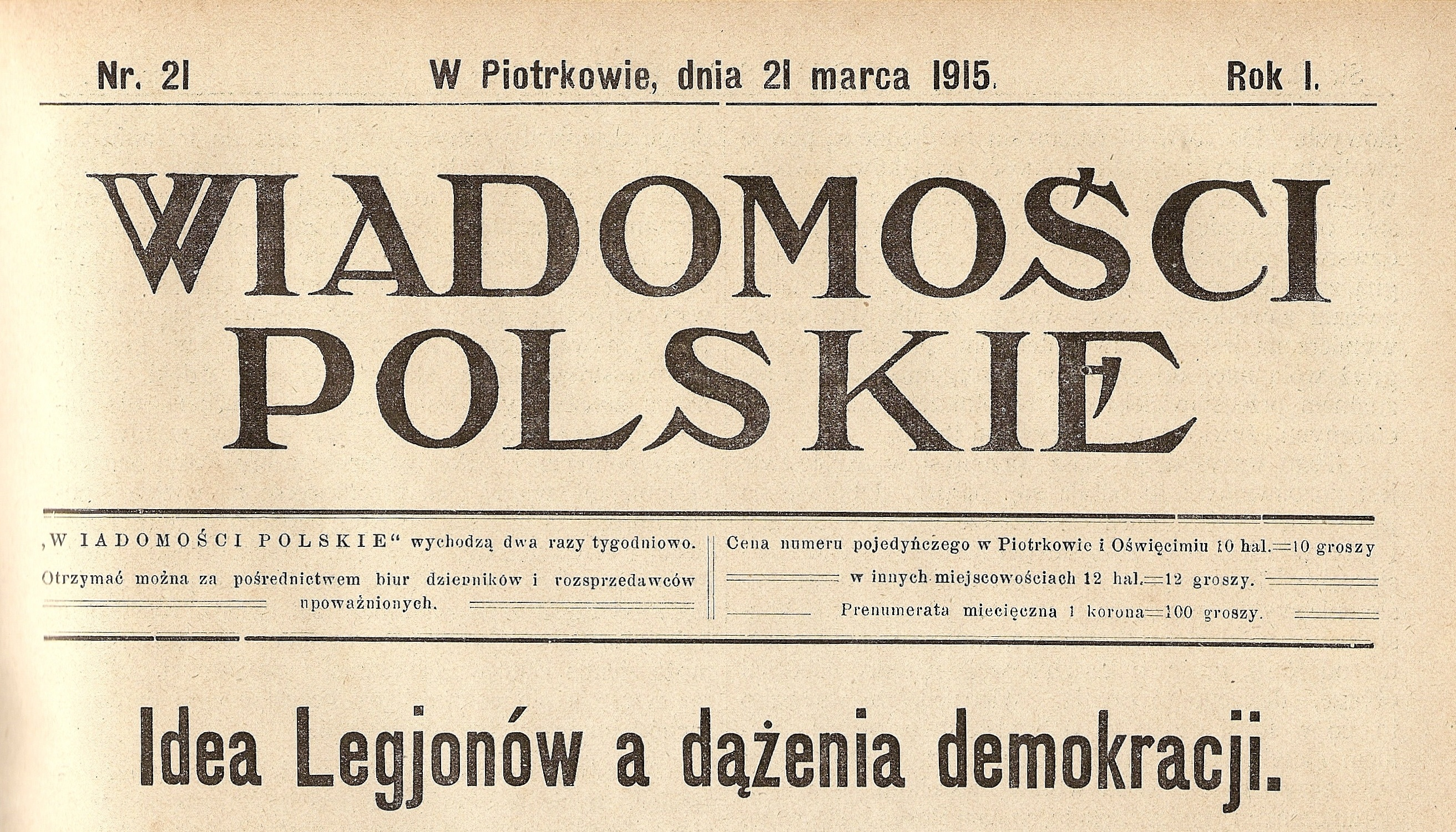
Legionowe pismo Wiadomości Polskie (1914–1919) – pierwowzór winiety Naszych Wiadomości, Pisma Federacji Młodzieży Walczącej

W czerwcu 1984 roku w Warszawie powołana została Federacja Młodzieży Walczącej. Komunikat o jej powstaniu po raz pierwszy został opublikowany w wydanym przez członków FMW, trzecim i ostatnim zarazem, numerze młodzieżowego pisma BUNT, który ukazał się w Warszawie we wrześniu 1984 roku. Za BUNTEM, informację o powstaniu FMW przedrukowały podziemne pisma: Tu, Teraz oraz Wola, przekazało ją także Radio Wolna Europa. Pierwszym samodzielnym pismem Federacji Młodzieży Walczącej był Serwis Informacyjny CZI FMW, który ukazywał się od 13 listopada 1984 do lipca 1985. W międzyczasie, równolegle prowadzono przygotowania do wydania profesjonalnej, własnej gazety Federacji, która miała przejąć zadania Serwisu Informacyjnego CZI FMW, a także w szerszym kontekście podjąć tematykę społeczno-polityczną. Pismem tym stały się Nasze Wiadomości, drukowane techniką sitodruku w formacie A4. W pierwszym numerze z dnia 23 lutego 1985, obok przedrukowanego z BUNT-u komunikatu o powstaniu FMW, opublikowano pierwszy dokument programowy Federacji Młodzieży Walczącej, tj. apel „Do młodzieży”, a także „Apel Jałtański”, który Federacja Młodzieży Walczącej podpisała obok kilkunastu innych podziemnych organizacji opozycyjnych. Z czasem Nasze Wiadomości zastąpiły Serwis Informacyjny CZI FMW, który po 8 numerach zawiesił swoją działalność. Pierwszym redaktorem naczelnym gazety był Tomasz Roguski „Kornel”, zaś szatę graficzną wraz z logotypem FMW zaprojektował Jacek „Wiejski” Górski, który wzorował się na legionowym piśmie Wiadomości Polskie. Początkowo pismo miało charakter głównie informacyjny. Wraz z rozwojem gazety, zaczęto publikować teksty o tematyce historycznej, wywiady z działaczami opozycji, osobami publicznymi (np. muzykami punk-rockowymi), a także (anonimowe) komentarze na bieżące tematy polityczne.
Początkowo Nasze Wiadomości drukowane były w mieszkaniu Adama Golańskiego na ul. Klonowej w Warszawie. 14 maja 1985, po serii aresztowań w środowisku zbliżonym do FMW w ramach operacji SOR „Szofer”, podjęto decyzję o ewakuacji drukarni do mieszkania Moniki Szewczak na ul.Czerniakowską, a następnie do mieszkania Niny Ruczko na ul.Tamka. We wrześniu 1985 roku Biuro Studiów SB, elitarna jednostka Służby Bezpieczeństwa, w ramach operacji SOR „Gol” mającej na celu rozbicie FMW, zainstalowała podsłuch w mieszkaniu Adama Golańskiego, skąd drukarnia szczęśliwie ewakuowana została cztery miesiące wcześniej. W marcu 1986 Biuro Studiów SB ustaliło lokalizację drukarni Naszych Wiadomości, przeniesionej na ul.Tamka. Drukarnię rozbito dokonując jednocześnie zatrzymania drukarzy: Jacka Kutznera, Tomka Grudzińskiego, Roberta Napiórkowskiego oraz właścicielki mieszkania Niny Ruczko. Aresztowani drukarze wyszli z więzienia po czterech miesiącach. Wpadka nie powstrzymała jednak pracy drukarni FMW, która w nowej lokalizacji wydała dodruk całego, zarekwirowanego przez SB, nakładu numeru 11, wraz z 12 numerem, w którym opisano zdarzenie. Od numeru 27 (1987), w związku z przejściem na technikę druku ofsetowego, gazeta wychodziła w formacie zmniejszonym do A5 oraz ze zmienioną winietą. Ostatni, 43 numer Naszych Wiadomości, ukazał się do 1 kwietnia 1989. Z okazji 25 lecia Federacji Młodzieży Walczącej, wydano okolicznościowy 44 numer gazety.

## Redakcja Naszych Wiadomości
- I skład redakcji: Redaktor Naczelny – Tomasz Roguski „Kornel”, „Tomiwarg”; Mariusz Kamiński „Mario”, Jacek „Wiejski” Górski[8][9]
- II skład redakcji: Tomasz Roguski „Kornel”, „Tomiwarg”, Krzysztof Płaska „Mariusz Osiński”
- III skład redakcji: Krzysztof Płaska „Mariusz Osiński”; Marcin Mędrzecki „Mędrek”, „Siwy”; Wojciech Lewicki „Lewy”; Ireneusz Grat „Irek”.
- IV skład redakcji: Cezary Karwowski, Jarosław Karwowski, Piotr Środa, Jarosław Wrzoskowicz[10]

## Druk
Projekt graficzny wraz ze znakiem graficznym Federacji Młodzieży Walczącej wykonał Jacek „Wiejski” Górski.
Drukarnia z przyczyn bezpieczeństwa często zmieniała lokale konspiracyjne, mieściła się w Warszawie m.in.:
- przy ul. Klonowej w mieszkaniu Adama Golańskiego „Baron”
- przy ul.Czerniakowskiej w mieszkaniu Moniki Golańskiej
- przy ul.Tamka w mieszkaniu Niny Ruczko

Przygotowanie diapozytywów: Ignacy Dembiński „Ignac”
Druk m.in.: Adam Golański, Jacek „Wiejski” Górski, Jacek Czarnecki „Czarny”, Robert Napiórkowski „Mela”, Jacek Kutzner, Tomasz Grudziński.
- Nakład: zmienny, do kilku tysięcy
- format: A4, A5
- technika drukarska: sitodruk, offset

Egzemplarze archiwalne Naszych Wiadomości dostępne są w Archiwum FMW utworzonym przez Stowarzyszenie FMW oraz Fundację Ośrodka Karta, a także w zbiorach Polskiej Biblioteki Internetowej.